# Hugo Gyldén
Johan August Hugo Gyldén [ejtsd: jülden] (Helsingfors, 1841. május 29. – Stockholm, 1896. november 9.) svéd csillagász.

## Élete
Dolgozott a pulkowai csillagdában, innen 1871-ben a stockholmi csillagvizsgáló igazgatójaként távozott. Főként a háborgási elmélet terén munkálkodott, ahol a számításoknak a bolygók intermediáris pályájának bevezetése által gyorsabb és biztosabb konvergenciát és nagyobb áttekinthetőséget igyekezett adni.

## Művei
- Untersuchungen über die Konstitution der Atmosphäre (Pétervár, 1866-68),
- Studien auf dem Gebiet der Störungstheorie (uo. 1871);
- Recueil de tables contenant les développements numériques à employer dans le calcul des perturbations des comètes (1877);
- Die Grundlehren der Astronomie nach ihrer geschichtlichen Entwickelung (Lipcse, 1877);
- Versuch einer mathematischen Theorie zur Erklärung des Lichtwechsels der veränderlichen Sterne (Helsingfors, 1879)
- Undersökningar af theorien för himlakropparnes rörelser (1881)
- Die intermediäre Bahn des Mondens (Acta mathematica 7:2)
- Traité analytique des Orbites absolues des huit planetes principales. I. (1893).